# Inside I'm Dancing
Inside I'm dancing (alternativ titel: Rory O'Shea Was Here) är en brittisk/irländsk/fransk film från 2004. I huvudrollerna syns bland annat James McAvoy, Steven Robertson och Romola Garai. Filmen är regisserad av Damien O'Donnell, som även regisserat filmen East is East. Filmen vann pris vid Edinburgh Film Festival.

## Handling
Michael Connolly (Stevenson) lider av cerebral pares och har hela sitt liv bott på Carrigmore, ett hem för invalidiserade. Hans tillvaro har varit lugn och dagarna har passerat. Men när den rebelliske Rory O'Shea (McAvoy) kommer till Carrigmore förändras allt. Rory lider av Duchennes muskeldystrofi och är helt beroende av andra, även om han inte själv vill erkänna det. Det lugna livet på Carrigmore känns frustrerande för Rory, och med Michael som sin enda vän planerar han att fly Carrigmore och söka egen bostad. Under en insamling till förmån för de handikappade smiter Rory och Michael iväg till en pub, där de möter Siobhan (Garai). Vänskap uppstår mellan de tre, och Siobhan blir senare pojkarnas personliga assistent när de flyttat från Carrigmore. Men att bo ensamma, trots Siobhans hjälp, är inte enkelt.

## Om filmen
Filmen är inspelad i Dublin och hade världspremiär vid Cork International Film Festival den 10 oktober 2004.

## Rollista (urval)
- James McAvoy - Rory O'Shea
- Steven Robertson - Michael Connolly
- Romola Garai - Siobhan
- Brenda Fricker - Eileen
- Ruth McCabe - Annie
- Anna Healy - Alice
- Alan King - Tommy
- Tom Hickey - Con O'Shea
- Gerard McSorley - Fergus Connolly

## Priser
- Audience Award vid Edinburgh Film Festival år 2004
- Bästa manus vid Irish Film and Television Awards år 2004
- ALFS-award för Årets bästa kvinnliga biroll vid London Critics Circle Film Award år 2005